# ريك بريان
ريك بريان (بالإنجليزية: Rick Bryan)‏ هو لاعب كرة قدم أمريكية أمريكي، ولد في 20 مارس 1962 في تلسا في الولايات المتحدة، وتوفي في 25 يوليو 2009 في كويتا في الولايات المتحدة بسبب نوبة قلبية.

## وصلات خارجية
- ريك بريان على موقع مرجع كرة القدم المحترفة.كوم (الإنجليزية)